# 황광희
황광희(黃光熙, 1988년 8월 25일 ~ )는 대한민국의 방송인, 스푼라디오 DJ이다.

## 생애
1988년 8월 25일, 경기도 파주시에서 태어났다. 군대를 입대하여 군복무를 시작헸으며 최근에 전역을 하여 방송으로 복귀를 하였다. 2015년 3월 2일부터 EBS의 최장수 요리 프로그램인 최고의 요리비결의 現 MC를 한 지 7년 째이다. 과거에 ZE:A 前 멤버였다. 현재는 솔로 가수로 활동 중이다. 무한도전의 새로운 멤버로 합류하여 군대 입대 전까지 활동하였다. 종교는 개신교이다.
그는 스타제국 연습생 시절인 2009년에 Mnet 리얼리티 프로그램인 《오피스 리얼리티 - 제국의 아이들》과 《제국의 아이들 리턴즈》에 출연하여 이동식 무대 차량인 윙카로 전국을 순회하는 게릴라 공연을 펼쳤고, 2010년 1월 15일에는 9인조 대한민국의 남성 그룹 ZE:A의 멤버로 데뷔하였다. 
이후 2015년부터 2017년까지 MBC 《무한도전》의 새 구성원으로 합류하여 활동하였다. 또한 2017년 2월에는 추성훈이 있는 본부 이엔티와 전속계약을 체결하였다. 그러다가 2017년 3월 13일에 현역으로 군 입대를 하였고, 2018년 12월 7일에 전역 하였다. 그리고 2020년에 T전화XNUGU 홍보대사로 참여했다.
스푼을 통해 10년 만에 라디오 DJ로 돌아온 광희는 2021년 3월 4일부터 매주 목요일 저녁 10시에 스푼라디오 스튜디오에서 분노의 칭찬봇 방송을 진행하게 됐다.

## 학력
- 한수초등학교 (졸업)
- 한수중학교 (졸업)
- 주엽고등학교 (졸업)
- 동아방송예술대학교 방송연예과 (중퇴)
- 디지털서울문화예술대학교 연극영화과 (학사)

## 출연 작품

### TV 드라마
| 연도   | 종류   | 방송사 | 제목                       | 역할             | 정보                  |
| ------ | ------ | ------ | -------------------------- | ---------------- | --------------------- |
| 2010년 | 드라마 | SBS    | 검사 프린세스              | 클럽남성         | 특별출연 (2회)        |
| 2010년 | 드라마 | MBC    | 글로리아                   | 가수 준비생      | 특별출연 (11회, 14회) |
| 2011년 | 드라마 | KBS2   | 강력반                     | 천상현수         | 우정출연 (1회)        |
| 2011년 | 시트콤 | MBN    | 뱀파이어 아이돌            | 광희             | 주연                  |
| 2012년 | 시트콤 | SBS    | 도롱뇽도사와 그림자 조작단 | 취업 준비생      | 특별출연 (3회)        |
| 2012년 | 드라마 | KBS2   | 넝쿨째 굴러온 당신         | 인기 아이돌 그룹 | 특별출연 (39회)       |
| 2012년 | 시트콤 | MBC    | 스탠바이                   | 하광희           | 특별출연 (76회, 77회) |
| 2012년 | 드라마 | SBS    | 아름다운 그대에게          | 송종민           | 주연                  |
| 2014년 | 드라마 | KBS2   | 가족끼리 왜 이래           | 지하철 약장수    | 특별출연 (2회)        |

### 영화
| 연도   | 제목                                | 역할   | 정보        |
| ------ | ----------------------------------- | ------ | ----------- |
| 2012년 | 가문의 귀환                         | 최규철 |             |
| 2013년 | 글래디에이터: 로마 영웅 탄생의 비밀 | 티모   | 한국어 더빙 |

### 방송
| 연도            | 방송사       | 프로그램 이름                    | 회차                                                            | 정보                      |
| --------------- | ------------ | -------------------------------- | --------------------------------------------------------------- | ------------------------- |
| 2009년          | Mnet         | 오피스 리얼리티 - 제국의 아이들  | 12부작                                                          |                           |
| 2009년          | Mnet         | 제국의 아이들 리턴즈             | 6부작                                                           |                           |
| 2011년 ~ 2012년 | SBS          | 정글의 법칙                      | 1회 ~ 25회                                                      | 1기~4기 출연              |
| 2012년          | MBC          | 우리 결혼했어요                  | 133회 ~ 166회                                                   | 한선화와 출연             |
| 2012년          | SBS          | 놀라운 대회 스타킹               |                                                                 | 하차(2015년)              |
| 2012년          | MBC          | 무릎팍도사                       | 1회 ~ 17회                                                      | 2기 출연                  |
| 2013년          | tvN          | 현장결제 친구가 쏜다             | 5부작                                                           | 붐과 공동 MC              |
| 2013년          | Tooniverse   | 난감스쿨                         | 12부작                                                          |                           |
| 2013년          | Olive        | 마트를 헤매는 당신을 위한 안내서 | 6부작                                                           | 박준우와 공동 MC          |
| 2013년          | KBS2         | 근무중 이상무                    | 3부작                                                           |                           |
| 2014년          | KBS W        | 예언자                           | 2부작                                                           | 김정민과 공동 MC          |
| 2014년          | Olive        | 올리브쇼 2014                    | 36부작                                                          | 박준우와 공동 MC          |
| 2014년          | E channel    | 연애전당포                       | 7부작                                                           |                           |
| 2014년          | JTBC         | 보스와의 동침                    | 9부작                                                           | 김구라 & 데프콘과 공동 MC |
| 2014년          | SBS          | 패션왕 코리아 2                  | 10부작                                                          |                           |
| 2014년          | Sky Petpark  | 스타 펫 트래블 광희 in Japan     | 2부작                                                           |                           |
| 2015년          | MBC          | 미스터리 음악쇼: 복면가왕        | 파일럿                                                          | 심사위원                  |
| 2015년          | EBS          | 최고의 요리 비결                 | 2015년 3월 23일 ~ 2017년 1월 27일                               | MC                        |
| 2015년          | KBS W        | 뷰티바이블 2015                  |                                                                 | MC                        |
| 2015년          | MBC          | 무한도전                         | 2015년 5월 9일 ~ 2017년 3월 25일                                | 고정 멤버(MC)             |
| 2015년          | KBS2         | 네 멋대로 해라                   | 파일럿                                                          |                           |
| 2015년          | KBS Joy      | 우리가 응원한다! 청춘하라!       | 10부작                                                          | MC                        |
| 2015년          | KBS2         | 비타민                           |                                                                 |                           |
| 2015년          | O'live       | 아바타 셰프                      | 2015년 11월 11일 ~ 2016년 2월 3일                               | MC                        |
| 2018년          | MBC          | 전지적 참견 시점                 | 2018년 12월 22일                                                | 게스트                    |
| 2018년          | JTBC         | 요즘애들                         | 2018년 12월 2일 ~ 2019년 5월 12일                               | MC                        |
| 2018년          | MBC          | 황금어장 라디오스타              | 2018년 12월 26일                                                | 게스트                    |
| 2018년          | SBS          | 가로채널                         | 2018년 12월 27일                                                | 게스트                    |
| 2019년-2023년   | MBC 에브리원 | 주간 아이돌                      | 2019년 1월 9일 ~2023년4월12일                                   | MC                        |
| 2019년-2023년   | SBS          | 조카면 족하다?                   | 2019년 2월 24일, 2월 6일                                        | 패널                      |
| 2019년-2023년   | Olive        | 모두의 주방                      | 2019년 2월 24일 ~ 2019년 4월 18일                               | 패널                      |
| 2019년-2023년   | KBS Joy      | 쇼핑의 참견                      | 2019년 3월 14일 ~ 2019년 5월 30일                               | MC                        |
| 2019년-2023년   | tvN          | 미쓰 코리아                      | 2019년 3월 24일 ~ 2019년 5월 26일                               | MC                        |
| 2019년-2023년   | KBS2         | 대국민 토크쇼 안녕하세요         | 2019년 4월 15일                                                 | 게스트                    |
| 2020년          | MBC          | 끼리끼리                         | 2020년 1월 26일 ~ 2020년 5월 17일                               | MC                        |
| 2020년          | tvN          | 수미네 반찬                      | 2020년 1월 8일                                                  | 패널                      |
| 2020년          | MBC          | 놀면 뭐하니?                     | 2020년 5월 16일, 5월 30일, 6월 6일, 6월 20일 ~ 7월 4일, 8월 8일 | 게스트                    |
| 2020년          | KBS1         | TV는 사랑을 싣고                 | 2020년 6월 5일                                                  | 게스트                    |
| 2020년          | tvN          | 식스센스                         | 2020년 9월 10일                                                 | 게스트                    |
| 2020년          | tvN          | 놀라운 토요일 - 도레미 마켓      | 2020 9월 12일                                                   | 게스트                    |
| 2021년          | MBC          | 아무튼 출근                      | 2021년 3월 2일 ~                                                | MC                        |
| 2021년          | Spoon        | 분노의 칭찬봇                    | 2021년 3월 4일 ~                                                | MC                        |
| 2021년          | LG헬로비전   | 팔도밥상 플러스                  | 2021년 4월 20일 ~                                               | MC                        |
| 2022년          | MBC          | 안싸우면 다행이야                | 2022년 6월 13일 , 6월 20일                                      |                           |
| 2022년          | KBS2         | 슈퍼맨이 돌아왔다                | 2022년 9월 30일                                                 |                           |
| 2023년          | TV CHOSUN    | 식객 허영만의 백반기행           | 2023년 1월 20일                                                 | 게스트                    |
| 2023년          | MBC          | 황금어장 라디오스타              | 2023년 1월 25일                                                 | 게스트                    |
| 2023년          | MBC          | 놀면 뭐하니?                     | 2023년 3월 4일, 3월 11일                                        | 게스트                    |
| 2023년          | tvN          | 놀라운 토요일                    | 2023년 3월 11일                                                 | 게스트                    |
| 2023년          | tvN          | 유 퀴즈 온 더 블럭               | 2023년 3월 15일                                                 | 게스트                    |
| 2023년          | KBS2         | 옥탑방의 문제아들                | 2023년 5월 24일                                                 | 게스트                    |
| 2023년          | SBS          | 런닝맨                           | 2023년 7월 9일                                                  | 게스트                    |

### 웹예능
| 연도   | 방송사 | 프로그램 이름 | 회차      | 정보   |
| ------ | ------ | ------------- | --------- | ------ |
| 2023년 | 유튜브 | 핑계고        | 9월 16일  | 게스트 |
| 2023년 | 유튜브 | 덱스의 냉터뷰 | 10월 19일 | 게스트 |
| 2023년 | 유튜브 | 핑계고        | 12월 25일 | 게스트 |
| 2024년 | 유튜브 | 핑계고        | 10월 5일  | 게스트 |

### 광고
- 2013년 액토즈소프트 폴링폴링 for Kakao
- 2013년 롯데하이마트
- 2013년 일화 맥콜
- 2014년 코리아성형외과
- 2015년 농심 피자비빔면 불고기비빔면
- 2015년 얼려먹는 환타 오렌지
- 2015년 King 캔디크러쉬소다 (무한도전 멤버들과 함께 출연)
- 2017년 바디프렌드
- 2020년 BBQ치킨 광희 나는 메이플 버터 갈릭 치킨(다른 치킨 세 가지도 홍보)
- 2021년 공익광고협의회   디지털 격차 해소-디지털 오지라퍼
- 2021년 NH농협손해보험
- 2021년 하프노트
- 2022년 여기어때
- 2022년 LG생활건강 닥터그루트

## 수상 및 후보
| 연도 | 시상식                     | 부문                          | 작품                         | 결과 |
| ---- | -------------------------- | ----------------------------- | ---------------------------- | ---- |
| 2012 | MBC 방송연예대상           | 쇼/버라이어티 부문 남자신인상 | 우리 결혼했어요 / 무릎팍도사 | 수상 |
| 2013 | SBS 연예대상               | 베스트 엔터테이너상           | 놀라운 대회 스타킹           | 수상 |
| 2020 | MBC 방송연예대상           | 뮤직&토크 부문 남자 우수상    | 놀면 뭐하니?                 | 후보 |
| 2024 | 대한민국 퍼스트브랜드 대상 | 웹예능 MC 부문                | 가내조공업                   | 수상 |